# Anne Méniane
Anne Méniane, née le 11 juin 1959 à Paris, est une joueuse de badminton française.

## Palmarès

### Séniors
Internationaux de France en 1986, en double dames (avec Catherine Lechalupé);
Championnats de France: 
- Simple (7 titres): 1978, 1979, 1980, 1982, 1984, 1985, et 1986;
- Double dames (7 titres): 1978 (avec Michèle Bontemps1), 1979 (avec M. Bontemps), 1980 (avec Fabienne Chaboussie), 1982 (avec C. Lechalupé), 1984 (avec Viviane Beaugin-Bonnay, 1985 (avec Sylvie Debienne), et 1986 (avec S. Debienne);
- Double mixte (6 titres): 1978 (avec Jean-Claude Bertrand), 1979 (avec J-C. Bertrand), 1984 (avec J-C. Bertrand), 1985 (avec J-C. Bertrand), 1986 (avec J-C. Bertrand), et 1988 (avec J-C. Bertrand).

(soit cinq triplés nationaux annuels, entre 1978 et 1986)